# Криптиди

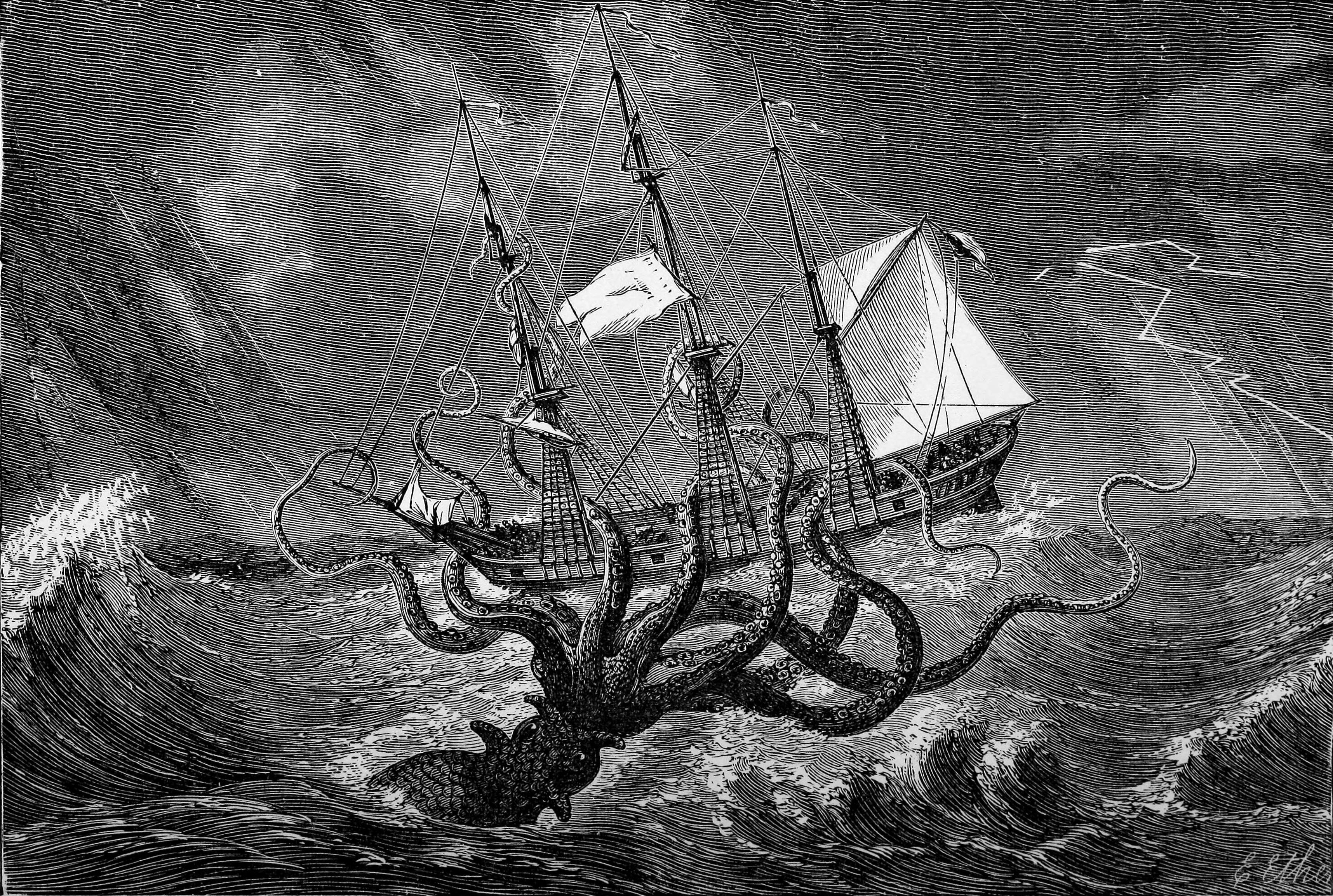
Можливо, на образ легендарного кракена надихнули реально існуючі велетенські головоногі молюски, хоча вони не є настільки великими й агресивними

Крипти́д (від грец. κρύπτω — прихований) — істота, найчастіше тварина чи рослина, свідчення існування котрої недостатні для її ідентифікації науковою спільнотою як представника певного вже відомого чи невідомого біологічного виду. Криптиди є об'єктом вивчення криптозоології та криптоботаніки. Зазвичай під криптидами розуміються тварини як значніші для людини з огляду на свою небезпечність чи інший інтерес.

## Класифікація криптидів

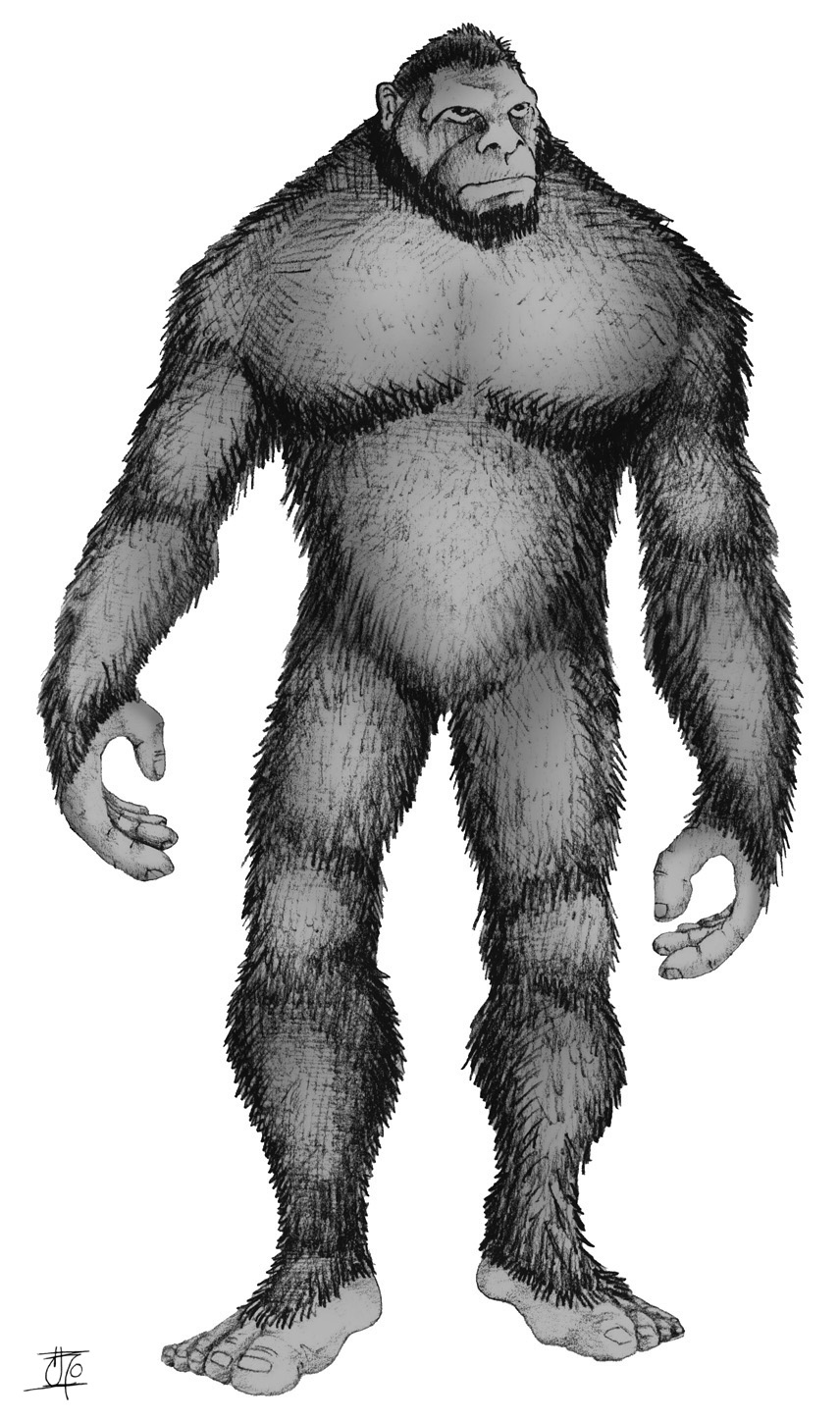
Один з найвідоміших криптидів, бігфут, може бути реальним приматом

Джордж М. Еберхарт, автор книг з криптозоології та уфології, описав спосіб класифікації криптидів, використовуючи десять ознак для їх ідентифікації та шість виключень.
Криптидами можуть бути:
- Відомі тварини з нехарактерним або досі неописаним для них місцем життя (суррійська пума з Англії);
- Неописані досі види, підвиди, відомі тварини з незвичайними особливостями (велетенські анаконди Амазонії, камчатський ведмідь іркуйєм або мнгва — смугасті сірі пантери Східної Африки);
- Вцілілі представники видів, які офіційно вважаються нещодавно вимерлими (наприклад, білодзьобий дятел вважається зниклим близько 1960 року, або морська корова, остаточно винищена близько 1770 року);
- Представники видів, відомих за скам'янілостями в сучасні часи (наприклад мокеле-мбембе з центральної Африки, іноді описується як живий динозавр);
- Представники видів, відомих з палеонтологічного літопису значно пізніше в історичні часи, ніж загальноприйнято вважається (наприклад мамути, імовірно вимерлі близько 12000 р. до н. е., іноді нібито зустрічалися в більш пізні епохи);
- Тварини, невідомі з літопису скам'янілостей, але пов'язані з відомими видами (наприклад андський вовк або скат Біба, про якого повідомив Вільям Біб в 1930 році);
- Тварини, невідомі з літопису скам'янілостей, і не пов'язані з відомими видами (наприклад бігфут або морські змії Північної Америки);
- Міфічні тварини з зоологічною основою (наприклад, грифони, частково натхненні скам'янілостями динозаврів Центральної Азії);
- Нібито паранормальні або надприродні істоти з ознаками тварин (наприклад людина-метелик, бергести або деякі феї з фольклору);
- Відомі містифікації (наприклад, рогатий кролик створений як обман, але, можливо, натхненний кроликами, зараженими вірусом папіломи Шопа, який спричиняє в них пухлини, схожі на роги).

Криптидами не можуть бути:
- Незначні для людини істоти. Криптидами вважаються лише дивні або небезпечні істоти, або ті, що якимось іншим чином  значні для людини.
- Необговорені істоти. Хтось спостерігає загадкову, на його думку, тварину, а хтось повинен критично оцінити отримані дані. Криптозоологія є містком між свідками й авторитетними дослідниками. Просте припущення про реальність тої чи іншої істоти не робить її криптидом.
- Результати діяльності людини. Наприклад, алігатори, справжні удави чи кенгуру, в нетипових для них біотопах, якщо це безсумнівно є результатом діяльності людини. Але якщо хтось виявить новий вид алігатора, який мешкає тільки в каналізації (популярна американська міська легенда), він буде криптидом.
- Незвичайні люди. Наприклад, вампіри чи зомбі.
- Ангели або демони. Паранормальні або надприродні криптиди допускаються тільки тоді, якщо вони мають форму тварин (як перевертень, що може бути реальною собакою або вовком, або невідомим представником собачих).
- Іншопланетяни. Ними займається уфологія, а не криптозоологія, якщо тільки не йде мова про позаземне нерозумне життя[1].

## Назви криптидів
Невідомі істоти, якими займається криптозоологія, мають місцеву (або найпоширенішу) назву і наукову біноміальну латинською мовою. До прикладу, істота Нессі в дослідженнях описується як Nessiteras rhombopteryx. Та сама істота може бути відома під різними назвами, наприклад, бігфут і сасквоч є місцевими назвами снігової людини.